# VinSmart
VinSmart (tên đầy đủ: Công ty Cổ phần Nghiên cứu và Sản xuất VinSmart) là một công ty sản xuất và phân phối các thiết bị điện thoại, TV và máy tính bảng trực thuộc tập đoàn Vingroup do ông Phạm Nhật Vượng thành lập vào ngày 12/6/2018. VinSmart sử dụng bản quyền sở hữu trí tuệ từ BQ, một công ty của Tây Ban Nha chuyên về sản xuất các thiết bị truyền thông thành lập năm 2010. Trước khi dừng sản xuất, đây là một thương hiệu nội địa đoạt nhiều giải thưởng lớn cũng như được người tiêu dùng Việt Nam đón nhận.

## Lịch sử
Ngày 12 tháng 6 năm 2018, ông Phạm Nhật Vượng ra công văn công bố thành lập "Công ty cổ phần nghiên cứu và sản xuất VinSmart" với vốn điều lệ ban đầu là 3 nghìn tỷ đồng trong đó VinGroup góp 80%, đặt trụ sở tại số 7 đường Bằng Lăng 1, Vinhomes Riverside, Long Biên, Hà Nội.
Ngày 14 tháng 12 năm 2018, công ty công bố ra mắt 4 dòng sản phẩm điện thoại đầu tiên tại Landmark 81, gồm 2 sản phẩm thuộc dòng tầm thấp: VSmart Joy 1 & VSmart Joy 1+ và 2 sản phẩm thuộc dòng tầm trung: VSmart Active 1 & VSmart Active 1+ chạy hệ điều hành VOS 1.0.
Ngày 20 tháng 3 năm 2019, VinSmart tiến hành bán Vsmart tại thị trường Tây Ban Nha qua hệ thống MediaMarkt.
Ngày 30 tháng 4 năm 2019, VinSmart mua 60% cổ phần của Archos, một công ty thiết bị điện tử tiêu dùng Pháp thành lập 1988.
Ngày 29 tháng 5 năm 2019, VinSmart triển khai bán VSmart tại thị trường Myanmar qua Strong Source Holding.
Ngày 28 tháng 6 năm 2019, VinSmart tuyên bố đã đạt được thỏa thuận với Công ty Công nghệ Kết nối Fujitsu (trực thuộc tập đoàn Fujitsu của Nhật Bản) và Qualcomm (Hoa Kỳ) phát triển điện thoại thông minh 5G.
Ngày 3 tháng 10 năm 2019, VinSmart tham gia thị trường Nga với 4 dòng Vsmart Live, Vsmart Joy 2+, Vsmart Star và Vsmart Bee. Ngày 12 cùng tháng, VinSmart công bố bảng giá dịch vụ sửa chữa, thay thế linh kiện các dòng điện thoại VSmart.
Ngày 3 tháng 4 năm 2020, trước nhu cầu cần thiết của chương trình phòng chống dịch bệnh COVID-19, Vingroup công bố nhà máy VinSmart cùng nhà máy VinFast sẽ mở thêm lĩnh vực sản xuất máy thở. Ngày 20 tháng 4, Viện Nghiên cứu Trí tuệ Nhân tạo VinAI Research (thuộc Tập đoàn Vingroup) công bố đã nghiên cứu thành công công nghệ nhận diện khuôn mặt chính xác và ổn định cả khi sử dụng khẩu trang sử dụng mô hình học sâu (deep learning).
Ngày 4 tháng 5 năm 2020, VinSmart ký kết thỏa thuận với Pininfarina về việc thiết kế điện thoại thông minh dự kiến ra mắt trong năm 2020.
Ngày 24 tháng 6 năm 2020, Vingroup công bố thông tin rằng Bộ Y tế đã ra quyết định số 2591/QĐ-BYT, chính thức cấp số đăng ký lưu hành cho máy thở Vsmart VFS-510.
Ngày 2 tháng 7 năm 2020, VinSmart ra mắt phiên bản hệ điều hành kế tiếp mang tên VOS 3.0 (dựa trên Android 10). VOS 3.0 có thể được xem là một "hệ điều hành" so với các phiên bản tiền nhiệm (các phiên bản trước không có hoặc ít tùy biến). Hệ điều hành mới đạt được chứng chỉ Play Protect do Google cấp phép.
Ngày 6 tháng 7 năm 2020, VinSmart công bố ra mắt điện thoại 5G đầu tiên mang tên Vsmart Aris 5G.
Ngày 12 tháng 8 năm 2020, Vingroup công bố VinSmart đã đạt được thỏa thuận hợp tác chiến lược sản xuất linh kiện cho quạt thổi khí (air blower) cho máy thở của Medtronic PLC.
Ngày 10 và 31 tháng 8 năm 2020, VinSmart công bố điện thoại Vsmart Aris 5G Pro có camera ẩn dưới màn hình.
Tháng 11 năm 2020, VinGroup ký hợp đồng sản xuất 2 triệu điện thoại thông minh cho 1 nhà mạng Mỹ AT&T, dưới tên hiệu là AT&T Maestro Plus (V350U), AT&T Motivate (V341U)  và AT&T Fusion Z (V340U).
Ngày 17 tháng 2 năm 2021, VinSmart ra mắt 4 máy lọc không khí với các phân khúc trải dài từ trung đến cao cấp, tất cả đều được trang bị bộ lọc HEPA, ngày 18 tháng 2, hãng công bố kế hoạch phát triển, hoàn thiện hệ sinh thái cho nhà thông minh.
Ngày 26 tháng 3 năm 2021, VinSmart ra mắt điện thoại Vsmart Star 5.
Ngày 9 tháng 5 năm 2021, Vingroup bất ngờ ra tuyên bố cùng thông cáo báo chí rằng VinSmart sẽ chính thức dừng sản xuất TV và điện thoại thông minh để tập trung nguồn lực cho việc phát triển các sản phẩm IoT và tính năng Infotainment trên ô tô VinFast.
Ngày 15 tháng 6 năm 2021, VinSmart ra mắt phiên bản VOS 4.0 dựa trên Android 11. VOS 4.0 nổi bật với thiết kế trong suốt. Trừ Vsmart Star 5 đã tích hợp sẵn từ khi ra mắt, VOS 4.0 hỗ trợ các dòng điện thoại: Vsmart Aris/Aris Pro, Vsmart Live 4, Vsmart Joy 4, Vsmart Star 4.

## Giải thưởng

### Tech Award 2020
Tại cuộc thi Tech Awards 2020 do báo điện tử VnExpress tổ chức, VinSmart đã giành được nhiều giải thưởng quan trọng như:

Vsmart Aris Pro đạt giải Điện thoại dẫn đầu trào lưu công nghệ; Giải thưởng Sản phẩm Sáng tạo
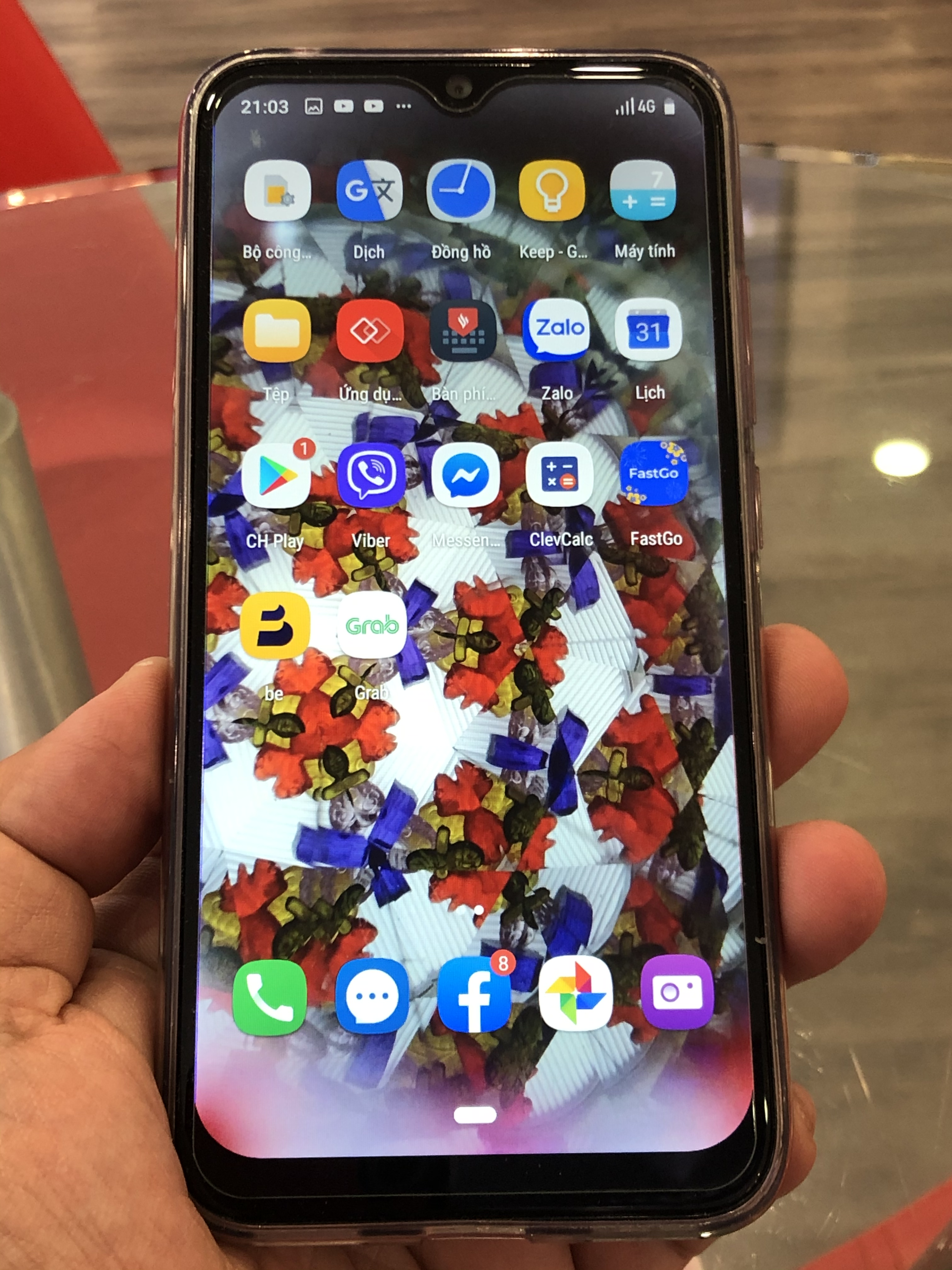
Vsmart Joy 2+
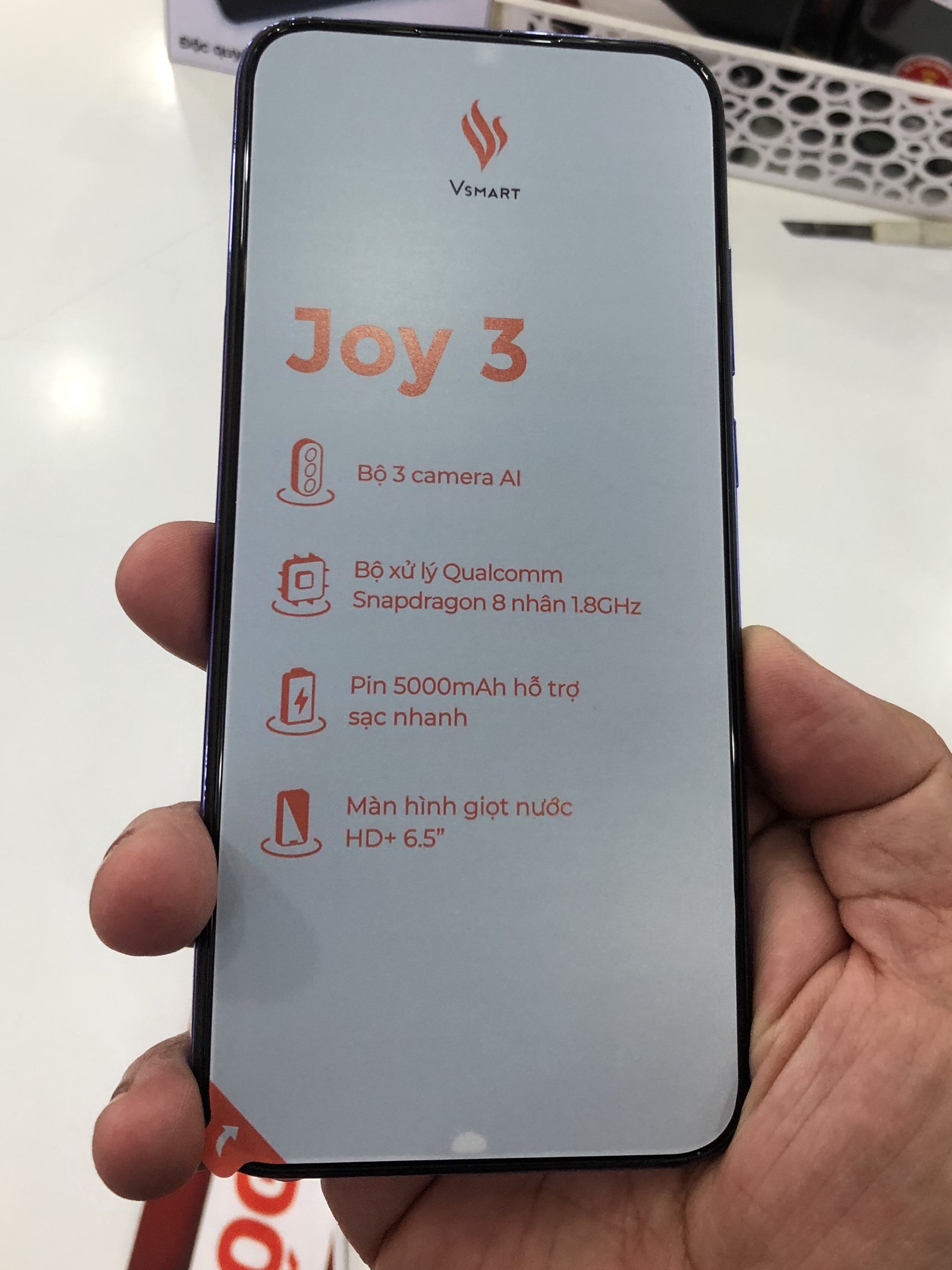
Vsmart Joy 3

- Vsmart Live 4 đạt giải Điện thoại phổ thông tốt nhất[47]
- Vsmart đạt giải Thương hiệu điện thoại Việt xuất sắc nhất[7][48]

## Các dòng sản phẩm

### Điện thoại
1. Vsmart Active 1 & Vsmart Active 1+
2. Vsmart Joy 1 & Vsmart Joy 1+
3. Vsmart Live
4. Vsmart Bee:[49]
5. Vsmart Joy 2+
6. Vsmart Star
7. Vsmart Bee 3
8. Vsmart Active 3
9. Vsmart Joy 3
10. Vsmart Joy 3+
11. Vsmart Star 3
12. Vsmart Star 4
13. Vsmart Live 4[50]
14. Vsmart Joy 4
15. Vsmart Aris & Vsmart Aris Pro
16. Vsmart Bee Lite
17. Vsmart Star 5[40][41][42]
18. Vsmart Bee 5

- Vsmart Live
- Vsmart Joy 2+
- Vsmart Joy 3

Bảng so sánh thông số chi tiết
| Thông tin       | Active 1                           | Active 1+                          | Joy 1                              | Joy 1+                             | Live                                             | Bee                    | Joy 2+                             | Star                          | Bee 3                    | Active 3                           | Joy 3                              | Star 3                             | Star 4                             | Live 4                                                    | Joy 4                                              | Aris                                                            | Bee Lite              | Aris Pro                                                        |
| --------------- | ---------------------------------- | ---------------------------------- | ---------------------------------- | ---------------------------------- | ------------------------------------------------ | ---------------------- | ---------------------------------- | ----------------------------- | ------------------------ | ---------------------------------- | ---------------------------------- | ---------------------------------- | ---------------------------------- | --------------------------------------------------------- | -------------------------------------------------- | --------------------------------------------------------------- | --------------------- | --------------------------------------------------------------- |
| Hình ảnh mẫu    |                                    |                                    |                                    |                                    | VSmart Live                                      |                        | VSmart Joy 2+                      |                               |                          |                                    |                                    |                                    |                                    |                                                           |                                                    |                                                                 |                       |                                                                 |
| Thiết kế        |                                    |                                    |                                    |                                    |                                                  |                        |                                    |                               |                          |                                    |                                    |                                    |                                    |                                                           |                                                    |                                                                 |                       |                                                                 |
| Dài (mm)        | 150,8                              | 156.1                              | 144.58                             | 156.7                              | 152                                              | 150.5                  | 157.1                              | 147                           | 163.6                    | 166.25                             | 165.13                             | 156.7                              | 156.24                             | 162.4                                                     | 163.65                                             | 156.2                                                           | 147.6                 | 156.2                                                           |
| Rộng (mm)       | 72.3                               | 76                                 | 70.94                              | 75.3                               | 74.4                                             | 71.3                   | 76                                 | 71.6                          | 77.2                     | 75.62                              | 76.4                               | 73.9                               | 74                                 | 76.5                                                      | 77.65                                              | 75.04                                                           | 71.9                  | 75.04                                                           |
| Dày (mm)        | 8,25                               | 9.5                                | 8.3                                | 8.3                                | 8,3                                              | 9                      | 8.7                                | 8.6                           | 9.1                      | 8.83                               | 9.19                               | 8.6                                | 8.8                                | 8.9                                                       | 9.15                                               | 8.55                                                            | 10.35                 | 8.55                                                            |
| Trọng lượng (g) | 169                                | 180                                | 150                                | 155                                | 170                                              | 150                    | 176                                | 144                           | 150                      | 183                                | 192                                | 159                                | 165                                | 217                                                       | 216.4                                              | 178                                                             |                       | 178                                                             |
| RAM (GB)        | 4                                  | 6                                  | 2, 3                               | 2, 3                               | 4, 6                                             | 1                      | 2                                  | 2                             | 2                        | 4, 6                               | 2, 3, 4                            | 2                                  | 2, 3, 4                            | 4, 6                                                      | 3, 4                                               | 6, 8                                                            | 1                     | 8                                                               |
| ROM (GB)        | 64                                 | 64                                 | 16, 32                             | 16, 32                             | 64                                               | 16                     | 32                                 | 16                            | 16                       | 64                                 | 32, 64                             | 16                                 | 16, 32, 64                         | 64                                                        | 64                                                 | 64, 128                                                         | 16                    | 128                                                             |
| Thẻ nhớ (GB)    | 256                                | 256                                | 256                                | 256                                | Không hỗ trợ                                     | 64                     | 128                                | 256                           | 64                       | 256                                | 64                                 | 64                                 | 64                                 | Không hỗ trợ                                              | 256                                                | Không hỗ trợ                                                    | 64                    | Không hỗ trợ                                                    |
| CPU             | Q.® S.™660                         | Q.® S.™660                         | Q.® S.™435                         | Q.® S.™430                         | Q.® S.™675                                       | MTK MT6739             | Q.® S.™450                         | Q.® S.™215                    | MTK MT6739               | MTK Helio P60                      | Q.® S.™632                         | Q.® S.™215                         | MTK Helio P35                      | Q.® S.™675                                                | Q.® S.™665                                         | Q.® S.™ 730                                                     | Q.® S.™ 215           | Q.® S.™ 730                                                     |
| Màn hình        |                                    |                                    |                                    |                                    |                                                  |                        |                                    |                               |                          |                                    |                                    |                                    |                                    |                                                           |                                                    |                                                                 |                       |                                                                 |
| Kích thước      | 5.65"                              | 6.18"                              | 5.45"                              | 6.19"                              | 6,2"                                             | 5.45"                  | 6.217"                             | 5.7"                          | 6"                       | 6.39"                              | 6.517"                             | 6.09"                              | 6.09"                              | 6.5"                                                      | 6.53"                                              | 6.39"                                                           | 5.45"                 | 6.39"                                                           |
| Tấm nền         | IPS LCD                            | IPS LCD                            | IPS LCD                            | IPS LCD                            | AMOLED                                           | IPS LCD                | IPS LCD                            | IPS LCD                       | IPS LCD                  | AMOLED                             | IPS LCD                            | IPS LCD                            | IPS LCD                            | LTPS LCD                                                  | LTPS LCD                                           | AMOLED                                                          | TFT                   | AMOLED CUD                                                      |
| Độ phân giải    | FHD+ 1080x2160 - 427ppi            | FHD+ 1080x2246 - 403ppi            | HD+ 720x1440 - 295 ppi             | HD+ 720x1500 - 269 ppi             | FHD+ 1080x2232 - 403ppi                          | HD+ 720x1440 - 295 ppi | HD+ 720x1520 - 270 ppi             | HD+ 720x1520 - 295 ppi        | HD+ 720x1440 - 268 ppi   | FHD+ 1080x2340                     | HD+ 720x1600                       | HD+ 720x1560                       | HD+ 720x1560                       | FHD+ 1080x2400                                            | FHD+ 1080x2400                                     | FHD+ 1080x2340                                                  | FWVGA+ 480x960        | FHD+ 1080x2340                                                  |
| Tỉ lệ           | 18:9                               | 18:9                               | 18:9                               | 18:9                               | 18.6:9                                           | 19:9                   | 19:9                               | 19:9                          | 18:9                     | 19.5:9                             | 20:9                               | 19:9                               | 19:9                               | 19.5:9                                                    | 20:9                                               | 19.5:9                                                          | 18:9                  | 19.5:9                                                          |
| Bảo mật         |                                    |                                    |                                    |                                    |                                                  |                        |                                    |                               |                          |                                    |                                    |                                    |                                    |                                                           |                                                    |                                                                 |                       |                                                                 |
| Vân tay         | Cảm biến vân tay 1 chạm - Mặt lưng | Cảm biến vân tay 1 chạm - Mặt lưng | Cảm biến vân tay 1 chạm - Mặt lưng | Cảm biến vân tay 1 chạm - Mặt lưng | Cảm biến vân tay quang học - Trong màn hình      | Không hỗ trợ           | Cảm biến vân tay 1 chạm - Mặt lưng | Không hỗ trợ                  | Không hỗ trợ             | Cảm biến vân tay 1 chạm - Mặt lưng | Cảm biến vân tay 1 chạm - Mặt lưng | Cảm biến vân tay 1 chạm - Mặt lưng | Cảm biến vân tay 1 chạm - Mặt lưng | Cảm biến vân tay 1 chạm - Mặt lưng                        | Cảm biến vân tay 1 chạm - Mặt lưng                 | Cảm biến vân tay 1 chạm - Nút nguồn                             | Không hỗ trợ          | Cảm biến vân tay 1 chạm - Nút nguồn                             |
| Khuôn mặt       | 2D                                 | 2D                                 | 2D                                 | 2D                                 | 2D                                               |                        | 2D                                 |                               |                          | 2D                                 | 2D                                 | 2D                                 | 2D                                 | 2D                                                        | 2D                                                 | 2D                                                              |                       | 2D                                                              |
| Camera          |                                    |                                    |                                    |                                    |                                                  |                        |                                    |                               |                          |                                    |                                    |                                    |                                    |                                                           |                                                    |                                                                 |                       |                                                                 |
| Trước           | 8MP f/2.0                          | 20MP f/1.8                         | 5MP f/2.0                          | 16MP f/2.0                         | 20MP f/2.2                                       | 5MP f/2.2              | 8MP f/2.2                          | 5MP f/2.2                     | 5MP f/2.2                | 16MP f/2.2                         | 8MP f/2.0                          | 8 MP                               | 8MP                                | 13MP                                                      | 13MP                                               | 20MP f/2.2                                                      | 2MP                   | 20MP f/2.2 AI VCam Kristal                                      |
| Sau             | 12MP f/1.8 5MP f/2.2               | 12MP f/1.8 24MP f/1.8              | 13MP f/2.0                         | 13MP 2MP                           | 48MP f1.7 5MP f/1.9 8MP f/2.2                    | 8MP AF f/2.2           | 13MP f/2.0 5MP f/2.4               | 8MP f/2.0 2.0MP f/2.4         | 8MP f/2.2                | 48MP f/1.7 8MP f/2.2 2MP f/2.4     | 13MP AF f/2.0 8MP f/2.2 2MP f/2.4  | 8MP 5MP                            | 8MP 5MP                            | 48MP 8MP 5MP 2MP                                          | 16MP 8MP 2MP                                       | 64MP f/1.89 8MP f/2.2 8MP f/2.4 2MP f/2.4                       | 5MP                   | 64MP f/1.89 8MP f/2.2 8MP f/2.4 2MP f/2.4                       |
| Âm thanh        |                                    |                                    |                                    |                                    |                                                  |                        |                                    |                               |                          |                                    |                                    |                                    |                                    |                                                           |                                                    |                                                                 |                       |                                                                 |
| Loa             | Mono                               | Mono                               | Mono                               | Mono                               | Mono                                             | Mono                   | Mono                               | Mono                          | Mono                     | Mono                               | Mono                               | Mono                               | Mono                               | Mono                                                      | Mono                                               | Mono                                                            | Mono                  | Mono                                                            |
| Tai nghe        | 3.5mm                              | 3.5mm                              | 3.5mm                              | 3.5mm                              | 3.5mm                                            | 3.5mm                  | 3.5mm                              | 3.5mm                         | 3.5mm                    | 3.5mm                              | 3.5mm                              | 3.5mm                              | 3.5mm                              | 3.5mm                                                     | 3.5mm                                              | 3.5mm                                                           | 3.5mm                 | 3.5mm                                                           |
| Kết nối         |                                    |                                    |                                    |                                    |                                                  |                        |                                    |                               |                          |                                    |                                    |                                    |                                    |                                                           |                                                    |                                                                 |                       |                                                                 |
| TDD             | Y                                  | Y                                  | Y                                  | Y                                  | Y                                                | Y                      | Y                                  | Y                             | Y                        | Y                                  | Y                                  | Y                                  | Y                                  | Y                                                         | Y                                                  | Y                                                               | Y                     | Y                                                               |
| FDD             | Y                                  | Y                                  | Y                                  | Y                                  | Y                                                | Y                      | Y                                  | Y                             | Y                        | Y                                  | Y                                  | Y                                  | Y                                  | Y                                                         | Y                                                  | Y                                                               | Y                     | Y                                                               |
| W-CDMA          | Y                                  | Y                                  | Y                                  | Y                                  | Y                                                | Y                      | Y                                  | Y                             | Y                        | Y                                  | Y                                  | Y                                  | Y                                  | Y                                                         | Y                                                  | Y                                                               | Y                     | Y                                                               |
| GSM             | Y                                  | Y                                  | Y                                  | Y                                  | Y                                                | Y                      | Y                                  | Y                             | Y                        | Y                                  | Y                                  | Y                                  | Y                                  | Y                                                         | Y                                                  | Y                                                               | Y                     | Y                                                               |
| Bluetooth       | Y                                  | Y                                  | Y                                  | Y                                  | 5.3                                              | 4.2                    | 4.2                                | 4.2                           | 4.2                      | 4.2                                | 4.2                                | 4.2                                | 4.2                                | 5.0, A2DP                                                 | 5.0                                                | 5.0, A2DP, LE                                                   | Y                     | 5.0, A2DP, LE                                                   |
| Wi-Fi           |                                    |                                    |                                    |                                    | 802.11b/g/n/ac (Băng tần kép - 2.4 GHz \| 5 GHz) | 802.11 b/g/n 2,4 GHz   | 802.11 b/g/n 2.4 GHz               | 802.11 b/g/n 2,4 GHz          | 802.11 b/g/n 2,4 GHz     | 802.11 a/b/g/n/ac, Băng tần kép    | 802.11 a/b/g/n, Wi-Fi Hotspot      | 802.11 a/b/g/n, Wi-fi Hotspot      | 802.11 b/g/n, Wi-Fi Hotspot        | Băng tần kép 2.4Ghz-5Ghz, 802.11a/b/g/n/ac,Wi-Fi hotspots | 2.4Ghz-5Ghz WIFI, 802.11a/b/g/n/ac, Wi-Fi hotspots | Băng tần kép 2.4Ghz-5Ghz WIFI, 802.11a/b/g/n/ac, Wi-Fi hotspots | 802.11 b/g/n 2,4 GHz  | Băng tần kép 2.4Ghz-5Ghz WIFI, 802.11a/b/g/n/ac, Wi-Fi hotspots |
| Mạng di động    | 2G/3G/LTE                          | 2G/3G/LTE                          | 2G/3G/LTE                          | 2G/3G/LTE                          | 2G/3G/LTE                                        | 2G/3G/LTE              | 2G/3G/LTE                          | 2G/3G/LTE                     | 2G/3G/LTE                | 2G/3G/LTE                          | 2G/3G/LTE                          | 2G/3G/LTE                          | 2G/3G/LTE                          | 2G/3G/LTE                                                 | 2G/3G/LTE                                          | 2G/3G/LTE                                                       | 2G/3G/LTE             | 2G/3G/LTE                                                       |
| Phần mềm        |                                    |                                    |                                    |                                    |                                                  |                        |                                    |                               |                          |                                    |                                    |                                    |                                    |                                                           |                                                    |                                                                 |                       |                                                                 |
| Giao diện (UI)  | VOS 1.0, lên đến VOS 2.5           | VOS 1.0, lên đến VOS 2.5           | VOS 1.0, lên đến VOS 2.5           | VOS 1.0, lên đến VOS 2.5           | VOS 2.0, lên đến VOS 3.0                         |                        | VOS 2.0, lên đến VOS 3.0           | VOS 2.0, lên đến VOS 3.0      | VOS 2.0, lên đến VOS 2.5 | VOS 2.5, lên đến VOS 3.0           | VOS 2.5, lên đến VOS 3.0           | VOS 2.5, lên đến VOS 3.0           | VOS 3.0                            | VOS 3.0                                                   | VOS 3.0                                            | VOS 3.0                                                         |                       | VOS 3.0                                                         |
| Hệ điều hành    | Android 8.1, lên đến Android 9     | Android 8.1, lên đến Android 9     | Android 8.1, lên đến Android 9     | Android 8.1, lên đến Android 9     | Android 9, lên đến Android 10                    | Android 8.1 Go Edition | Android 9, lên đến Android 10      | Android 9, lên đến Android 10 | Android 9                | Android 9, lên đến Android 10      | Android 9, lên đến Android 10      | Android 9, lên đến Android 10      | Android 10                         | Android 10                                                | Android 10                                         | Android 10                                                      | Android 10 Go Edition | Android 10                                                      |
| Pin             | 3100mAh                            | 3650mAh                            | 3000mAh                            | 4000mAh                            | 4000mAh                                          | 2500mAh                | 4500mAh                            | 3000mAh                       | 3000mAh                  | 4020mAh                            | 5000mAh                            | 3500mAh                            | 3500mAh                            | 5000mAh                                                   | 5000mAh                                            | 4000mAh                                                         | 2550mAh               | 4000mAh                                                         |
| Sạc nhanh       | QC 3.0 18W                         | QC 3.0 18W                         |                                    |                                    | QC 3.0 18W                                       |                        | QC 3.0 18W                         |                               |                          | MTK Pump Express 15W               | QC 3.0 18W                         |                                    | MTK Pump Express 18W               | QC 3.0 18W                                                | QC 3.0 18W                                         | QC 3.0 18W                                                      |                       | QC 3.0 18W                                                      |
| Cảm biến        | G-P-E-B                            | G-P-E-B                            | G-P-E-B                            | G-P-E-B                            | GGPLE                                            | GPL                    | GGPLE                              | GPL                           | GPL                      |                                    |                                    |                                    |                                    |                                                           |                                                    |                                                                 |                       |                                                                 |

### Hệ điều hành VOS (dựa trên Android)
VOS là hệ điều hành tuỳ biến (UI) trên nền Android, dành riêng cho các thiết bị Vsmart, được phát triển riêng bởi đội ngũ trí tuệ Việt VinAI để tối ưu trải nghiệm người dùng mà hệ điều hành Android vẫn chưa làm được. Đạt được chứng nhận Play Protect từ Google. Là hệ điều hành tốt nhất của Việt Nam do VinSmart phát triển. Ngày 2/10/2020, VOS đạt chứng chỉ xác thực trực tuyến FIDO2.
- VOS 1.0 (Android 8.1 Oreo)
- VOS 2.0 (Android 9 Pie)
- VOS 2.5 (Android 9 Pie)
- VOS 3.0 (Android 10) Ra mắt với người dùng ngày 2/7/2020. VOS 3.0 là bản cập nhật hệ điều hành hoàn thiện tốt hơn so với người tiền nhiệm là VOS 2.0 và VOS 2.5. Được người dùng đánh giá cao với những tính năng đặc biệt như Khóa ứng dụng, chống gián điệp, không gian riêng tư,... Được xây dựng dựa trên nền tảng Android 10 mới nhất thời điểm hiện tại. Đây được xem là một trong những bước tiến lớn của Vsmart trong việc xây dựng một hệ sinh thái hoàn toàn mới. Đẩy mạnh nền smartphone "Make in Vietnam".
- VOS 4.0 (Android 11): ra mắt vào ngày 15/6/2021, là bản nâng cấp hoàn thiện hơn so với thế hệ tiền nhiệm là VOS 3.0. Được dựa trên Android 11, VOS 4.0 có sự thay đổi mạnh mẽ về giao diện cũng như bổ sung nhiều tính năng khác. Cụ thể như Trình ghi màn hình - Screen Recorder, truy cập nhanh các tính năng như ví thanh toán, các tiện ích SmartHome, Tin nhắn bong bóng - Bubble Messages. Đồng thời, VOS 4.0 còn nâng cao bảo mật với tính năng Cảnh báo cấp quyền - Privacy Indicator khi quyền Máy ảnh - Camera, Vị trí - Location và Microphone được sử dụng, cấp quyền truy cập một lần cho ứng dụng; thu hồi quyền đã được cấp nếu ứng dụng không sử dụng trong thời gian dài [51]

### TV thông minh
- Internet Vạn Vật
- TV thông minh[52][53][54]
  - Vsmart TV 43KD6600
  - Vsmart TV 50KD6800
  - Vsmart TV 55KD6800
  - Vsmart TV 49KE8100
  - Vsmart TV 55KE8500 ELED[55]

TV thông minh Vsmart là dòng sản phẩm TV thông minh do chính hãng sản xuất. Chạy trên hệ điều hành Android TV Pie do Google phát triển và được VinSmart tuỳ chỉnh lại để phù hợp với người dùng. Tích hợp các thông số, hiệu năng mạnh mẽ trong tầm giá.
| Thông số              | 43KD6600                                                                       | 50KD6800                                                                       | 55KD6800                                                                       | 49KE8100                                                                       | 55KE8500                                                             |
| --------------------- | ------------------------------------------------------------------------------ | ------------------------------------------------------------------------------ | ------------------------------------------------------------------------------ | ------------------------------------------------------------------------------ | -------------------------------------------------------------------- |
| Màn hình              | 43" 4K HDR10                                                                   | 50" 4K HDR10                                                                   | 55" 4K HDR10                                                                   | 49" 4K HDR10                                                                   | 55" 4K HDR10                                                         |
| Tần số                | 60 Hz                                                                          | 60 Hz                                                                          | 60 Hz                                                                          | 60 Hz                                                                          | 60 Hz                                                                |
| Tín hiệu đầu vào      | HDMI 2.0 x 3, AV, Digital Audio, RF, USB 2.0 x 2, LAN                          | HDMI 2.0 x 3, AV, Digital Audio, RF, USB 2.0 x 2, LAN                          | HDMI 2.0 x 3, AV, Digital Audio, RF, USB 2.0 x 2, LAN                          | HDMI 2.0 x 3, AV, Digital Audio, RF, USB 2.0 x 2, LAN                          | HDMI 2.0 x 3, AV, Digital Audio, RF, USB 2.0 x 2, LAN                |
| Âm thanh              | 8W x 2 Dolby Digital Plus                                                      | 8W x 2 Dolby Digital Plus                                                      | 8W x 2 Dolby Digital Plus                                                      | 9W x 2 Dolby Digital Plus                                                      | 9W x 2 Dolby Digital Plus                                            |
| Cổng xuất âm thanh    | 1 x HDMI ARC 1 x Optical (digital audio out) 1 x Cổng tai nghe 3.5mm           | 1 x HDMI ARC 1 x Optical (digital audio out) 1 x Cổng tai nghe 3.5mm           | 1 x HDMI ARC 1 x Optical (digital audio out) 1 x Cổng tai nghe 3.5mm           | 1 x HDMI ARC 1 x Optical (digital audio out) 1 x Cổng tai nghe 3.5mm           | 1 x HDMI ARC 1 x Optical (digital audio out) 1 x Cổng tai nghe 3.5mm |
| Kết nối               | Wi-Fi IEEE 802.11 b/g/n Bluetooth 4.0                                          | Wi-Fi IEEE 802.11 b/g/n Bluetooth 4.0                                          | Wi-Fi IEEE 802.11 b/g/n Bluetooth 4.0                                          | Wi-Fi IEEE 802.11 b/g/n Bluetooth 4.0                                          | Wi-Fi IEEE 802.11 b/g/n Bluetooth 4.0                                |
| Điều khiển giọng nói  | Google Assistant Tiếng Việt                                                    | Google Assistant Tiếng Việt                                                    | Google Assistant Tiếng Việt                                                    | Google Assistant Tiếng Việt                                                    | Google Assistant Tiếng Việt                                          |
| Lưu trữ               | 8GB                                                                            | 8GB                                                                            | 8GB                                                                            | 8GB                                                                            | 8GB                                                                  |
| Điện năng tiêu thụ    | 95W                                                                            | 115W                                                                           | 137W                                                                           | 125W                                                                           | 140W                                                                 |
| Hệ thống truyền hình  | DVB-T/T2 UHF/VHF                                                               | DVB-T/T2 UHF/VHF                                                               | DVB-T/T2 UHF/VHF                                                               | DVB-T/T2 UHF/VHF                                                               | DVB-T/T2 UHF/VHF                                                     |
| Chia sẻ màn hình      | Chromecast built-in                                                            | Chromecast built-in                                                            | Chromecast built-in                                                            | Chromecast built-in                                                            | Chromecast built-in                                                  |
| Ứng dụng              | FPT Play, VTVCab ON, Film+, THVL, KHBH, Live TV và các ứng dụng gốc của Google | FPT Play, VTVCab ON, Film+, THVL, KHBH, Live TV và các ứng dụng gốc của Google | FPT Play, VTVCab ON, Film+, THVL, KHBH, Live TV và các ứng dụng gốc của Google | FPT Play, VTVCab ON, Film+, THVL, KHBH, Live TV và các ứng dụng gốc của Google | FPT Play, VTVCab ON, Film+, THVL, KHBH, Live TV                      |
| OS                    | AndroidTV (P)                                                                  | AndroidTV (P)                                                                  | AndroidTV (P)                                                                  | AndroidTV (P)                                                                  | AndroidTV (P)                                                        |
| Trọng lượng (xấp xỉ)  | 7.06 kg                                                                        | 10.33 kg                                                                       | 13.14 kg                                                                       | 14.61 kg                                                                       | 15,99 kg                                                             |
| Kích thước (có đế)    | 958,2 x 610,6 x 219,9mm                                                        | 1116.28 x 698.04 x 249.13mm                                                    | 1230,9 x 765,6 x 248,6mm                                                       | 1089,9 x 685,5 x 248,7mm                                                       | 1228,5 x 764,1 x 248,7mm                                             |
| Kích thước (không đế) | 958,2 x 557,35 x 72,2mm                                                        | 1116.28 x 644.6 x 90.8mm                                                       | 1230,9 x 710 x 91,4mm                                                          | 1089,9 x 633,6 x 48,7mm                                                        | 1228,5 x 708,8 x 58mm                                                |

### Thiết bị y tế
- Máy thở: 
  - Vsmart VFS-310
  - Vsmart VFS-410
  - Vsmart VFS-510[21][56]
- Máy đo thân nhiệt Vsmart TMC 110

### Thiết bị gia dụng
- Máy lọc không khí có 4 loại: 55LD8800, 45LD6600, 35LA5400, 30LA5300.[57]
- Nhà thông minh: Bộ điều khiển trung tâm, Công tắc thông minh, Cảm biến chuyển động, Ổ cắm thông minh, Cảm biến cửa, Cảm biến hồng ngoại, Camera giám sát an ninh.[58][59]

## Lãnh đạo và cơ cấu tổ chức
- Giám đốc: Nguyễn Mai Hoa
- Phó giám đốc: Nguyễn Hà Linh, Trần Minh Trung.[29][60]
- Công ty con: Công ty Cổ phần Phát triển Công nghệ VinTech.[61]

## Đối tác
- Qualcomm ký kết thỏa thuận cấp phép bằng sáng chế bao gồm các thiết bị đầu cuối hoàn chỉnh đa chế độ với VinSmart.[17]
- VinSmart ký kết thỏa thuận với Pininfarina về việc thiết kế điện thoại thông minh dự kiến ra mắt 2020.[25]

### Ngừng cho ra mắt điện thoại và TV thông minh
Vào tháng 5 năm 2021, theo nhiều nguồn tin, Vsmart đã tuyên bố sẽ dừng nghiên cứu, chế tạo thêm các dòng điện thoại và TV thông minh với lý do "Việc sản xuất điện thoại hoặc ti vi thông minh đã không còn mang lại khả năng đột phá, tạo ra giá trị khác biệt cho người dùng. Trong khi đó, việc phát triển các dòng ô tô đặc biệt thông minh, các ngôi nhà thông minh, thậm chí kiến tạo các thành phố thông minh... sẽ mang đến rất nhiều lợi ích và những trải nghiệm vượt trội cho nhân loại. Vì vậy, chúng tôi quyết tâm dồn mọi nguồn lực cho mũi nhọn này" trong 1 cuộc phỏng vấn giữa cộng tác viên của báo Dân trí với ông Nguyễn Việt Quang - Phó Chủ tịch kiêm Tổng Giám đốc Tập đoàn Vingroup. Tuy nhiên, công ty vẫn tiếp tục sản xuất các sản phẩm cho đến hết vòng đời của chúng.